# Intento de asesinato de Mustafa Al-Kadhimi
El intento de asesinato contra el Primer ministro de Irak Mustafa Al-Kadhimi tuvo lugar el domingo 7 de noviembre de 2021 en su residencia en la capital Bagdad en Irak. Varios drones cargado con explosivos se aproximaron a su residencia. Solo uno de los tres alcanzó a herir a varios guardias de seguridad.

## Antecedentes
El intento de asesinato de Mustafa Al-Kadhimi empezó dos días después de protestas en la capital por el resultado de las elecciones parlamentarias del 10 de octubre de 2021.